# Blotted Science
Blotted Science — американский музыкальный коллектив, исполняющий инструментальный прогрессивный метал. Группа была основана под названием "Machinations of Dementia", но после ухода Криса Адлера была переименована, а старое название стало названием дебютного альбома.

## История
Гитарист Рон Джарзомбек (Watchtower, Spastic Ink, Marty Friedman) в 2004 году предложил бас-гитаристу Алексу Уэбстеру (Cannibal Corpse) основать с ним проект. В качестве барабанщика был приглашен Крис Адлер (Lamb of God), но из-за занятости в основной группе он вскоре покидает коллектив, записав всего один трек, «The Near Dominance Of 4 Against 5», вошедший в сборник «Drum Nation Vol. 3». Материал на тот момент уже был полностью готов, и все, что требовалось - найти техничного исполнителя, который добавит своей стилистики в звучание группы. На смену Крису Адлеру был приглашен Дерек Родди (Hate Eternal, Nile), но он так же не смог уделять достаточно внимания группе. Чарли Зелени (Behold… The Arctopus, Джордан Рудесс) прислал Джарзомбеку записи, сделанные совместно с Behold… The Arctopus в качестве демо, после чего официально присоединился к группе. В этом составе был записан дебютный альбом «The Machinations of Dementia» (выход 18 сентября 2007 года). 4 октября 2011 году выходит ЕР с новым барабанщиком, Ханнесом Гроссманном (Obscura, Necrophagist), пришедшим в сентябре 2010 года на смену Чарли Зелени.

## Состав
- Рон Джарзомбек (англ. Ron Jarzombek) — гитара (Watchtower, Spastic Ink, Marty Friedman);
- Алекс Уэбстер (англ. Alex Webster) — бас-гитара (Cannibal Corpse);
- Ханнес Гроссманн (англ. Hannes Grossmann) — ударные (Obscura, Necrophagist).

### Бывшие участники
- Дерек Родди (англ. Derek Roddy) — ударные (Hate Eternal, Nile);
- Крис Адлер (англ. Chris Adler) — ударные (Lamb of God);
- Чарли Зелени (англ. Charlie Zeleny) — ударные (Behold... The Arctopus, Рудесс, Джордан).

## Дискография
- The Machinations of Dementia (2007)
- The Animation Of Entomology (2011, мини-альбом)